# Sidirodromi Pireos–Athinon–Peloponnissou

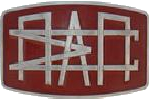
Betreiber-Logo der SPAP

Die Sidirodromi Pireos–Athinon–Peloponnissou (SPAP) war eine Eisenbahngesellschaft in Griechenland, die ein meterspuriges Eisenbahnnetz errichtete und betrieb, das den Großraum Athen mit der Peloponnes verband und diese Halbinsel für die Eisenbahn erschloss.

## Geschichte

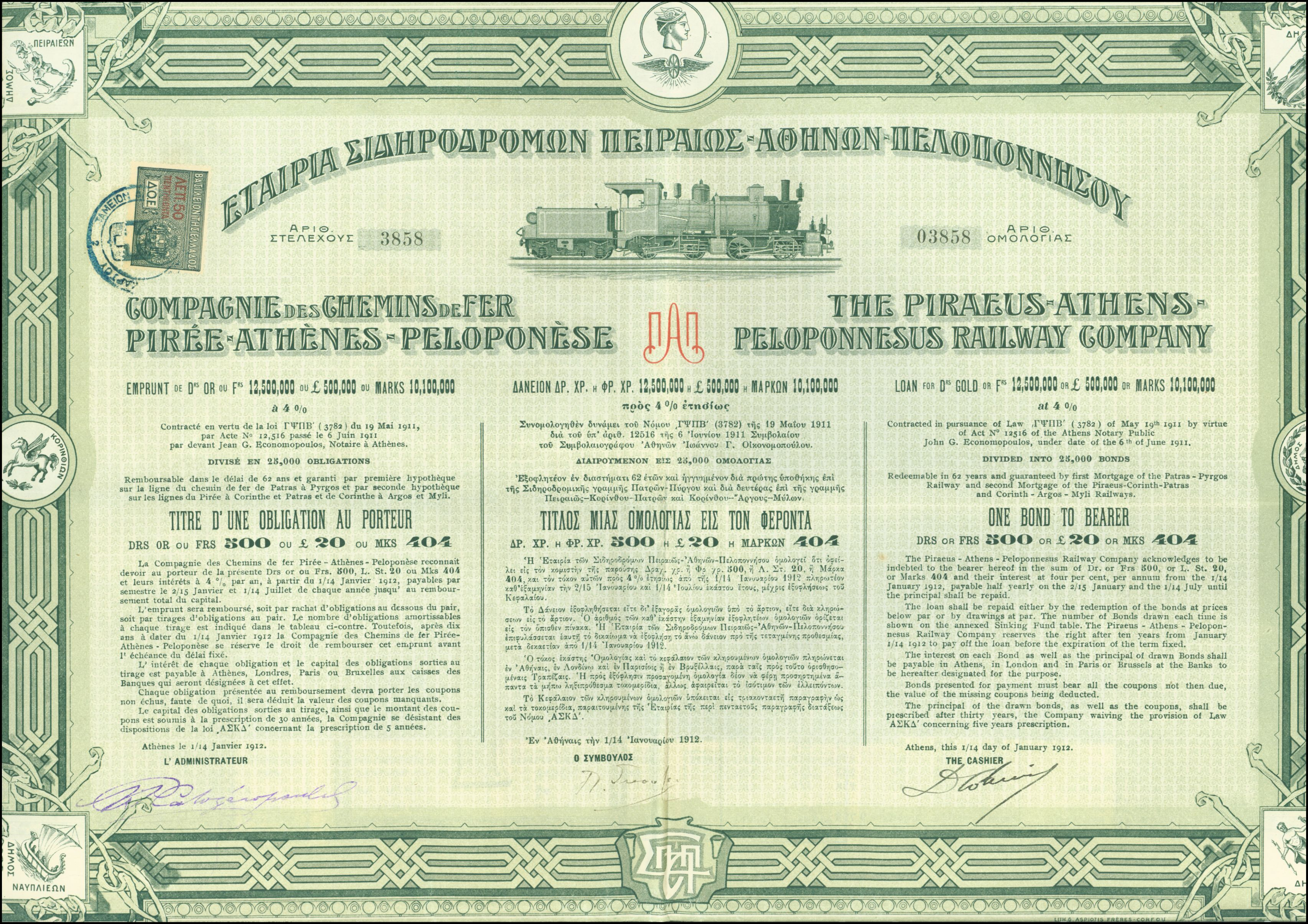
Obligation der Sidirodromi Pireos–Athinon–Peloponnissou vom Januar 1912

1882 vergab der griechische Staat die Konzession für die Peloponnesbahn an die Banque Hellénique du crédit général d‘Athenes. Diese gründete daraufhin 1884 die SPAP mit einem Startkapital von 46 Mio. Francs. Neben dem Personenverkehr war auch der Güterverkehr wichtig. Er diente vor allem dem Abtransport landwirtschaftlicher Produkte, wie Korinthen, Getreide und Mehl, sowie von Bergbauprodukten. In späterer Zeit wurde auch das Großkraftwerk in Megalopoli über die Bahn mit Mineralöl versorgt.
Im Laufe der Zeit übernahm die SPAP eine Reihe kleinerer Eisenbahngesellschaften, deren Strecken an die der SPAP anschlossen (siehe Übersicht). Auf dem Höhepunkt der Entwicklung betrieb die SPAP ein Streckennetz von 728 km Länge.
Die SPAP ging 1962 in der Sidirodromi Ellinikou Kratous (SEK), der Griechischen Staatsbahn, auf, die seit 1971 unter Organismos Sidirodromon Ellados (OSE) firmiert.

## Strecken
| Strecke             | Eröffnung                 | Schließung                                                         | Streckenartikel                | Anmerkung |
| ------------------- | ------------------------- | ------------------------------------------------------------------ | ------------------------------ | --- |
| Pyrgos–Katakolo     | 3. Februar 1883           |                                                                    | Bahnstrecke Patras–Zevgolatio  | Als Dampfstraßenbahn eröffnet, Strecke 1951 von der SPAP übernommen |
| Piräus–Korinth      | 14. April 1885            | Piräus–Athen-Agii Anargyri: 2003 Athen-Agii Anargyri–Korinth: 2005 | Bahnstrecke Piräus–Patras      | Trasse teilweise für Neubaustrecke Athen–Patras in Normalspur genutzt, in Betrieb zwischen Athen und Egio (Stand 2020)                                                                                       |
| Athen–Lavrio        | 1885                      | 1957                                                               | Bahnstrecke Athen–Lavrio       | 1930 von der SPAP übernommen, Abschnitt der Trasse von Athen bis Koropi wird seit 2004 von der neuen Strecke zum Athener Flughafen genutzt                                                                   |
| Diakopto–Kalavryta  | 1886                      | Schmalspur 750 mm                                                  | Bahnstrecke Diakopto–Kalavryta | Von der SPAP nach der Eröffnung übernommen |
| Korinth–Nafplio     | 15. April 1886            | 2011                                                               | Bahnstrecke Korinth–Kalamata   | |
| Argos–Mili          | August 1886               | 2011                                                               | Bahnstrecke Korinth–Kalamata   | |
| Korinth–Patras      | 22. Dezember 1887         | 2011                                                               | Bahnstrecke Pireus–Patras      | Vorortverkehr (Proastiakos) in Patras zwischen Rio und Agios Andreas; Teilweise Verwendung der Trasse für Neubaustrecke Athen–Patras in Normalspur genutzt, in Betrieb zwischen Athen und Aigio (Stand 2020) |
| Kryoneri–Agrinio    | 1890                      | 1970                                                               | Nordwestbahn                   | |
| Patras–Pyrgos       | 29. März 1891             | 2011                                                               | Bahnstrecke Patras–Zevgolatio  | Seit 2020 wieder Vorortzüge von Patras bis Kato Achaia |
| Pyrgos–Olympia      | 29. August 1891           |                                                                    | Bahnstrecke Patras–Zevgolatio  | |
| Pyrgos–Kyparissia   | abschnittsweise 1891–1900 | 2011                                                               | Bahnstrecke Patras–Zevgolatio  | |
| Kavassila–Kyllini   | August 1891               | 1996                                                               | Bahnstrecke Patras–Zevgolatio  | |
| Mili–Tripoli        | 2. Juni 1892              | 2011                                                               | Bahnstrecke Korinth–Kalamata   | |
| Vartholomio–Loutra  | 1892                      | 1969                                                               | Bahnstrecke Patras–Zevgolatio  | |
| Tripoli–Kalamata    | 1899                      | 2011                                                               | Bahnstrecke Korinth–Kalamata   | |
| Asprochoma–Messini  | ?                         | 2011                                                               | Bahnstrecke Korinth–Kalamata   | 1976 eingestellt, 2007 wiedereröffnet, 2011 erneute Betriebseinstellung, danach fanden gelegentlich Sonderfahrten statt.                                                                                     |
| Zevgolatio–Kalonero | 1902                      | 2011                                                               | Bahnstrecke Patras–Zevgolatio  | |
| Isthmia–Loutraki    | ?                         | 2005                                                               | Bahnstrecke Piräus–Patras      | Neubaustrecke in Normalspur im Bau |
| Lefktro–Megalopoli  | ?                         | ?                                                                  | Bahnstrecke Korinth–Kalamata   | |

## Übernommene Gesellschaften und Strecken
| Gesellschaft                                                         | Jahr der Übernahme | Strecke(n)                     | Anmerkung         |
| -------------------------------------------------------------------- | ------------------ | ------------------------------ | ----------------- |
| ?                                                                    | nach 1886          | Bahnstrecke Diakopto–Kalavryta | 750 mm Schmalspur |
| Südgriechische Eisenbahn (Compagnie du chemin der fer Myli–Kalamata) | 1892               | Strecke Kalonero–Tripoli       |                   |
| Sidirodromi Attiki                                                   | 1930               | Strecke Athen–Lavrio           |                   |
| Sidirodromi Pyrgos–Katakolo                                          | 1951               | Strecke Pyrgos–Katakolo        |                   |
| Sidirodromi Voriodytikis Ellados                                     | 1953               | Nordwestbahn                   |                   |